# Tennistoernooi van Miami 2014
Het tennistoernooi van Miami van 2014 werd van 18 tot en met 30 maart 2014 gespeeld op de hardcourt-banen van het Crandon Park in Key Biscayne, nabij de Amerikaanse stad Miami. De officiële naam van het toernooi was Sony Open Tennis.
Het toernooi bestond uit twee delen:
- WTA-toernooi van Miami 2014, het toernooi voor de vrouwen
- ATP-toernooi van Miami 2014, het toernooi voor de mannen

## Toernooikalender
|                   | maart 2014 | maart 2014 | maart 2014 | maart 2014 | maart 2014 | maart 2014 | maart 2014 | maart 2014  | maart 2014    | maart 2014    | maart 2014   | maart 2014   | maart 2014 | maart 2014 |
| di 18             | wo 19      | do 20      | vr 21      | za 22      | zo 23      | ma 24      | di 25      | di 25       | wo 26         | do 27         | vr 28        | za 29        | zo 30      |            |
| ----------------- | ---------- | ---------- | ---------- | ---------- | ---------- | ---------- | ---------- | ----------- | ------------- | ------------- | ------------ | ------------ | ---------- | ---------- |
| Vrouwenenkelspel  | 1e ronde   | 1e ronde   | 2e ronde   | 2e ronde   | 3e ronde   | 3e ronde   | 4e ronde   | kwartfinale | kwartfinale   | kwartfinale   | halve finale |              | finale     |            |
| Mannenenkelspel   |            | 1e ronde   | 1e ronde   | 2e ronde   | 2e ronde   | 3e ronde   | 3e ronde   | 4e ronde    | 4e ronde      | kwartfinale   | kwartfinale  | halve finale |            | finale     |
| Vrouwendubbelspel |            |            | 1e ronde   | 1e ronde   | 1e ronde   | 2e ronde   | 2e ronde   | 2e ronde    | kwart- finale | kwart- finale |              | halve finale |            | finale     |
| Mannendubbelspel  |            |            | 1e ronde   | 1e ronde   | 1e ronde   | 2e ronde   | 2e ronde   | kwartfinale | kwartfinale   | kwartfinale   | halve finale |              | finale     |            |

ATP-toernooi van Miami‎ – WTA-toernooi van Miami‎

1985 · 1986 · 1987 · 1988 · 1989 · 1990 · 1991 · 1992 · 1993 · 1994 · 1995 · 1996 · 1997 · 1998 · 1999 · 2000 · 2001 · 2002 · 2003 · 2004 · 2005 · 2006 · 2007 · 2008 · 2009 · 2010 · 2011 · 2012 · 2013 · 2014 · 2015 · 2016 · 2017 · 2018 · 2019 · 2020 · 2021 · 2022 · 2023 · 2024 · 2025